# نجواهای شبانه
نجواهای شبانه نمایشنامه‌ای از محمّد چرم‌شیر است، که در مجلد می‌خواستم اسب باشم که توسط انتشارات نیلا چاپ شده است، به‌عنوان دومین نمایشنامه گنجانده شده است. این نمایش روایتگر زندگی انسان‌هایی است که می‌خواهند دیده شوند. سه شخصیت این نمایش نمونه ضدقهرمان‌هایی هستند که همواره آن‌ها را در اطراف خود می‌بینیم. «نمایشنامه به دلیل جنس گفت‌وگوها، فضای کار مملو از لحظات طنز تلخ است؛ به این معنی که به همان مقدار که شاید برای تماشاگر مضحک باشد، دردآور و آزار دهنده است.»

## داستان
نجواهای شبانه چند سرباز در آسایشگاه سربازان است. سه سرباز، جوان و تحصیلکرده، غروب‌های جمعه و شب‌های نسبتاً بلند، حرف‌های زیادی برای گفتن دارند، اما هیچ‌کس حوصله دیگری را ندارد. برای همین از این حرف‌ها دور می‌شوند و لودگی و تمسخر را جایگزین آن می‌سازند. می‌مانند و خوش می‌گذرانند. البته چه خوشی‌ای؟ هر یک سینه‌ای پر از درد دارند و در پایان این همه خوشی بعد از چند بار گریستن و بغض شدید، مثل زخم چرکین سر باز می‌کند و تبدیل به فریادی عصبی می‌شود. اقتضای سن هم به این فریاد کمک می‌کند، بلاتکلیفی نیز درد مضاعف است.
یکی از ادبیات، دومی از تاریخ و سومی از فلسفه می‌گوید. هر سه بر جریانات سیاسی، فرهنگی و ادبی آگاه هستند و البته در این چارچوب یا حصار، هیچ چیزی جز فرار از دلتنگی و افسردگی حائز اهمیت نیست. گویی این سه تن برخلاف دیگران که در روزهای تعطیل سراغ خانواده‌ها، دوستان و تفریح می‌روند، دوست دارند با لودگی و ادا و اطوار وقت خود را در این مکان اجباری تلف کنند.

## بن‌مایه
شاید در نگاه اول همه چیز واقع گرایانه و موضوع، اجتماعی به نظر بیاید، اما با کمی عمیق شدن در لایه‌های دیگر متن و اجرا، مفاهیم دیگری نیز نمود می‌یابد. فلسفه و تاریخ بشری نیز در لابه‌لای صحبت‌ها بارها مورد کنکاش قرار می‌گیرد، همین‌طور که پیش می‌رویم، درمی‌یابیم با آن که هر سه سرباز خیلی عادی حرف می‌زنند و حرف‌ها به‌گونه‌ای مرتبط و منطقی به‌نظر می‌آید، اما زبان در طول نمایش از هم می‌گسلد و هر یک از شخصیت‌ها ساز خود را در دیالوگ‌هایشان می‌زنند. به‌عبارت دیگر یک بی‌ارتباطی محض بین این سه سرباز در جریان است. شاید هم هر یک برای دیگری ساز مخالف است و هیچ‌یک شرایط و حال دیگری را نمی‌فهمد، با آن‌که هر سه عصیان علیه شرایط تحمیلی را می‌پذیرند و علیه آن فریاد می‌کشند. این نوع برخورد با بافت زبانی که کاملاً عصبانی و هرج‌ومرج‌طلب (آنارشیستی) می‌نماید، بیانگر نوعی معناباختگی است. باید با صراحت گفت که معناباختگین نجواهای شبانه کاملاً مهر و امضای ایرانی دارد. آنچه چرمشیر نوشته، رنگ و بویش کاملاً ایرانی است؛ بنابراین ابزورد ایرانی بر آن مصداق عینی‌تری می‌یابد.

## اجراها
این نمایشنامه بارها در سالن‌های مختلف تئاتر به‌روی صحنه رفته است.